# Carlotta Ferrari

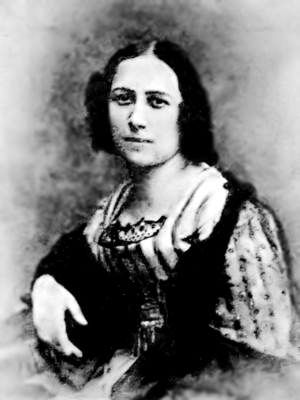
Carlotta Ferrari. Fotograf und Jahr unbekannt

Carlotta Annunciata Felicita Ferrari (* 27. Januar 1831 in Lodi; † 23. November 1907 in Bologna), auch bekannt als Carlotta Ferrari da Lodi, war eine italienische Komponistin und Dichterin.

## Leben
Carlotta Ferrari war das erste Kind des Volksschullehrers Luigi Ferrari und seiner Frau Maria Anna, geborene Morosini. Sie hatte zwei jüngere Geschwister: einen Bruder Achille (* 21. Februar 1837), über dessen weiteres Leben wenig bekannt ist, und eine Schwester Larissa, eine Pianistin und Autorin von Romanen und Erzählungen. Carlotta erhielt ersten Unterricht in Gesang bei Giuseppe Strepponi, dem Großvater der Sängerin Giuseppina Strepponi. Von 1844 bis 1850 studierte sie am Mailänder Konservatorium Klavier bei Antonio Angeleri. Ihr Kompositionslehrer dort war Alberto Mazzucato.
Sie lebte seit 1875 in Bologna, wo sie Klavier und Gesang unterrichtete. Ihr Leben lang hatte sie finanzielle Probleme, mitverursacht durch Italiens schwierige politische Situation. Trotzdem schlug sie Kompositionsaufträge für Aufführungen in Paris aus.

## Schaffen
Mit sechsundzwanzig Jahren schrieb Carlotta Ferrari ihre erste Oper Ugo (1857), für die sie nicht nur die Musik, sondern auch das Libretto selbst schuf. Für die Uraufführung in Lecco sammelte sie Spenden und „she conducted the highly successfull performances self“ (sie dirigierte die sehr erfolgreichen Aufführungen selbst). Wie Ugo sind auch ihre beiden Opern Sofia (1866) und Eleonora d’Arborea (1871) Lyrische Dramen nach eigenen Libretti. Letztere Oper sowie ihr Werk Beatrice Portinari beschäftigen sich mit zwei berühmten italienischen Frauengestalten des Mittelalters, was auf ihr geschichtliches Interesse an italienisch-nationalen Themen hinweist. Andererseits ist Ferraris Interesse an Werken zeitgenössischer Kollegen,  deren Bearbeitungen sowie ihre Verbindung zu internationalen Zentren und Künstlern (Paris, Russland, Irland) offensichtlich. 1868 wurde in Turin ihr Requiem in Memoriam König Carlo Alberto aufgeführt, das, wie mehrere ihrer Werke, im gleichen Jahr gedruckt wurde. .
Der belgische Musikforscher François-Joseph Fétis nahm sie schon in den 1860er Jahren in seine  internationale Biographie universelle des musiciens et bibliographie générale de la musique auf, als sie in zweiter Auflage in Paris erschien.
Insgesamt ist Ferraris vielseitiges Schaffen im Catalogo del Servizio Bibliotecario Nazionale in 81 Nummern dokumentiert, wobei sich darunter neben Drucken und Notenausgaben vereinzelt Autographen und Partituren befinden. Das ist für eine international weitgehend unbekannte Komponistin eine gute Überlieferungslage.
Beim Überblick ihrer Werke gilt ihr Schaffen zu gleichen Teilen der Musik und Texten, wobei im Mittelpunkt Drama und Oper stehen. Man kann Ferrari Dichterkomponistin nennen; so stammen neben ihren Opern auch fast alle Texte von rund 40 weiteren Vokalkompositionen (Kantaten und Lieder) von der Komponistin selbst.
Ihr erstes Werk ist, laut Druck 1853, das Album Prime Poesie. Ihre Dichtungen, Libretti und ihr Prosa-Werk sind in vier Bänden zusammengefasst und gedruckt: Versi e prose (1878–1882). Sie errangen großes Interesse, wie z. B. das Poem In morte di Felice Romani für den bedeutenden italienischen Librettisten-Kollegen oder das Drama in 4 Akten Il vicario di Wakefield nach ihrem irischen Zeitgenossen Oliver Goldsmith (1728–1774).

## Erfolge
Carlotta Ferrari wurde zu Lebzeiten von Francesco Dall’Ongaro (1808–1873), von dem Carlotta einige Texte vertonte, als „die italienische Sappho“ bezeichnet und ihre Verse und eingängigen Melodien mit Vincenzo Bellini verglichen.
Im Jahr 1875 wurde sie auf Empfehlung des französischen Opernkomponisten und Direktors des Pariser Konservatoriums Ambroise Thomas als Accademico onorario in den Kreis der maestri compositori der Accademia Filarmonica in Bologna aufgenommen. Die Seltenheit, als Komponistin diesem Männerbund als Frau beizutreten, war 100 Jahre vor ihr bereits den Komponistinnen Marianne Martinez und Maria Rosa Coccia gelungen. Ferraris Vokalkompositionen wurden wegen ihres „vorbildlich dramatisch-patriotischen Ausdrucks“ gelobt. Auch galt sie als Meisterin des Kanons, einer alten Kompositionskunst.
Die amerikanische Eventkünstlerin und Feministin Judy Chicago verewigte in den 1970er Jahren Carlotta Ferraris Namen in der Liste der 999 Frauen in ihrer Dinner Party. Dort steht er in Goldschrift auf einer der weißen, den Boden bedeckenden handgefertigten, dreieckigen Fliesen geschrieben, zusammen mit 20 weiteren berühmten Musikerinnen dem symbolischen Gedeck der englischen Komponistin Ethel Smyth zugeordnet.

## Publikationen

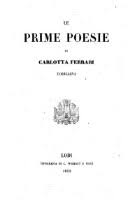
Le Prime Poesie, 1853

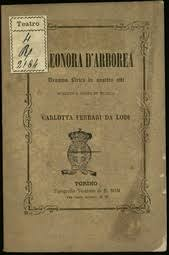
Eleonora d’Arborea. Dramma lirico in 4 atti, 1870

Einzeltitel (Auswahl), chronologisch absteigend:
- Intermezzo sinfonico von Pietro Mascagni. Klavierbearbeitung von Carlotta Ferrari. Niedernhausen (Idstein), Edition Kemel 2016
- A Beatrice Portinari. BiblioBazaar, 2009. (Nachduck von 1890, il IX giugno MDCCCXC, VI centenario della sua morte le donne italiane. Florenz 1890.[13])
- Versi e prose. Vier Bände. Bologna, 1878–82. (Angebliche) Zusammenfassung ihrer literarischen Werke bis 1882, darin die drei Opern-Libretti.
- Album lirico di Carlotta Ferrari da Lodi, Torino, F. Blanchi [1876][14]
- Libretto der Oper La Vita per lo Czar (Ein Leben für den Zaren) von Michail Glinka. Mailand 1874.[15]
- Roma. Poema in tre Canti. Ai Caduti per la romana liberta. 1871
- Messa di Requie. 1868
- Lotario. Poemetto lirico di Carlotta da Lodi. 1867 (Digitalisat bei liberliber.it)
- In morte di Felice Romani. Cantica di Carlotta Ferrari. 1865
- Carme di Carlotta Ferrari da Lodi. Torino 1864 (Seconda edizione)
- Rime di Carlotta Ferrari di Lodi. Torino 1861
- Le Prime Poesie di Carlotta Ferrari. Lodi 1853